# Opius zamoraensis
Opius zamoraensis är en stekelart som beskrevs av Fischer 1968. Opius zamoraensis ingår i släktet Opius och familjen bracksteklar. Inga underarter finns listade i Catalogue of Life.